# Klub winowajców
Klub winowajców lub Skazani na szkołę (ang. The Breakfast Club) – film produkcji amerykańskiej, którego reżyserem i scenarzystą jest John Hughes. W Stanach Zjednoczonych jest uznawany za jeden z najlepszych filmów opowiadających o problemach nastolatków.
Fabuła opowiada o piątce uczniów liceum, którzy za różne przewinienia zmuszeni są przyjść w sobotę do szkoły. Mają dziewięć godzin, aby napisać wypracowanie na temat „Kim jestem?”. W tym czasie będzie ich pilnować Richard Vernon, niesympatyczny i surowy nauczyciel (Paul Gleason). Każde z nich wywodzi się z innej grupy społecznej, inaczej się zachowują, mają inne zapatrywania na świat. Andy (Emilio Estevez) to niezwykle popularny i lubiany w szkole czempion zapasów, Claire (Molly Ringwald) to snobistyczna, nieco zarozumiała panienka „z dobrego domu”, Brian (Anthony Michael Hall) to gapowaty prymus wyśmiewany przez rówieśników, Allison (Ally Sheedy) to tajemnicza, unikająca ludzi dziwaczka, natomiast Bender (Judd Nelson) jest awanturnikiem i buntownikiem o złej sławie i wyjątkowo kąśliwym poczuciu humoru.
Sytuacja wyjściowa staje się pretekstem do zbadania stereotypów na temat nastolatków, pokazania ukrytych obaw młodych bohaterów, ich problemów z rodzicami i rówieśnikami.

## Nagrody
W 2005 r., w 20. rocznicę premiery, aktorzy odgrywający główne role w filmie otrzymali na rozdaniu MTV Movie Awards nagrodę Silver Bucket Of Excellence (Srebrny Kubełek Znakomitości). Na uroczystości nie stawili się Emilio Estevez, któremu przybycie uniemożliwiły obowiązki zawodowe i Judd Nelson, który podobno był obecny, ale zniknął tuż przed wręczeniem nagrody.